# علی میری
سید علی میری (زادهٔ ۶ فروردین ۱۳۱۵ – درگذشته ۱۲ اسفند ۱۳۸۷) کمدین، بازیگر تئاتر و سینمای قبل از انقلاب ایران بود.

## زندگی‌نامه

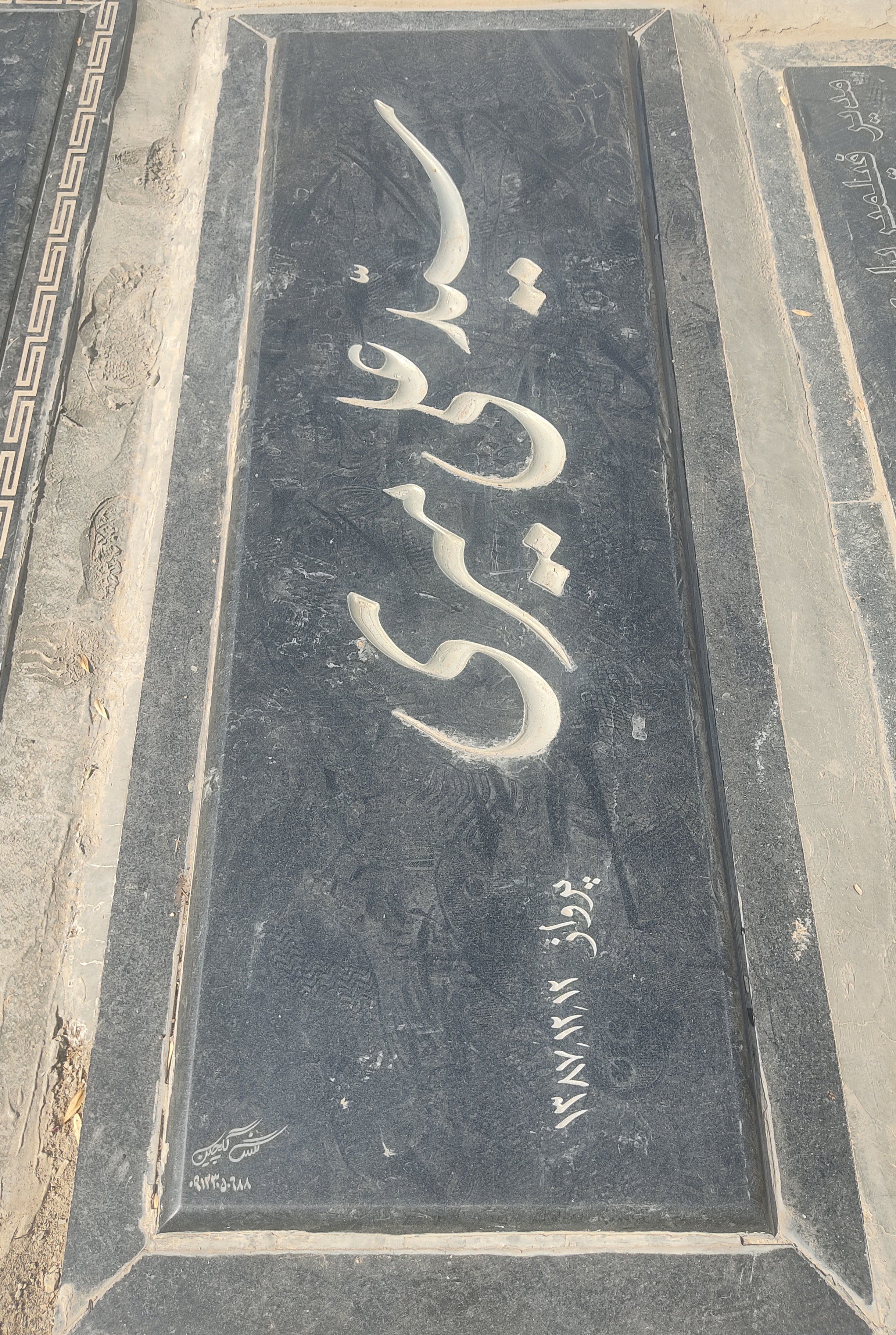
قبر علی میری در قطعه هنرمندان بهشت زهرا

سید علی میری از بازیگران تئاتر و سینمای فارسی قبل از انقلاب ایران بود. او دارای مدرک تحصیلی دیپلم و فارغ‌التحصیل کلاس‌های آزاد هنرپیشگی بود. او در سال ۱۳۴۰، پس از فراغت از تحصیل در هنرستان بازیگری، به کار تئاتر (لاله زار) مشغول شد و در بیشتر از ۵۰ نمایش به ایفای نقش پرداخت. وی بازیگری در سینما را از سال ۱۳۴۳ با بازی در فیلم شیطان در می‌زند در نقشی فرعی آغاز کرد، اما فیلم زمزمهٔ محبت نخستین فیلمی بود که در آن در نقشی نسبتاً مهم ظاهر شد. علی میری، عموماً در فیلم‌ها با کلاه شاپو ظاهر می‌شد. میری در بیش از ۷۰ فیلم بازی کرد که همهٔ آنها از محصولات فیلم‌فارسی بود.
باآنکه از علی میری، به‌عنوان دوست‌داشتنی‌ترین بازیگر کمدی سینمای فیلم‌فارسی نام می‌برند؛ اما در همهٔ فیلم‌ها در نقش شخصیت فرعی ظاهر می‌شد.
شاید بتوان گفت "سلام، به‌خودا! " معروف‌ترین تکیه‌کلامش به زبان گیلکی باشد. در ۱۲ اسفند ۱۳۸۷ در بیمارستان آبان تهران بر اثر عارضهٔ قلبی درگذشت و در قطعه هنرمندان بهشت زهرا به خاک سپرده شد.
از سخنان اوست: «هنرمند باید در خدمت مردم باشد و نباید به هیچ حزب و جریان خاص سیاسی‌ای وابسته باشد.»

## فعالیت‌ها
- فعالیت در تئاتر از ۱۳۴۱

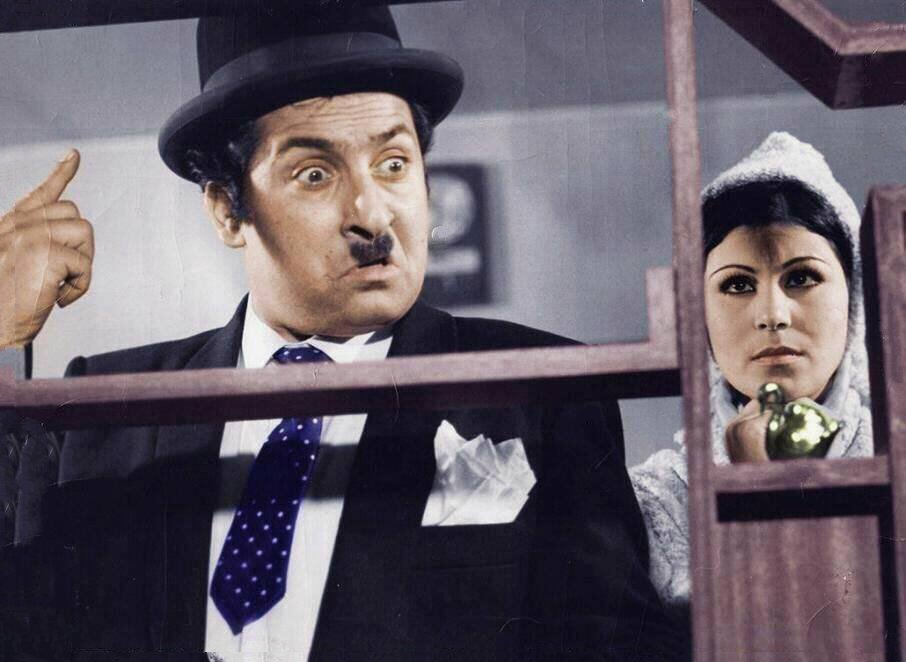
علی میری و نادیا در مجله ستاره سینما ۲۹ آذر ۱۳۵۴

- فعالیت در سینما از ۱۳۴۳ با بازی در فیلم شیطان در می‌زند به کارگردانیِ اسماعیل ریاحی و شب قوزی به کارگردانی فرخ غفاری
- تئاتر زنها چه می‌خواهند؟ یکی از آخرین تئاترهای علی میری در خارج از کشور بود.

## فیلم‌شناسی (۱۲۰ فیلم)
| سال  | نام فیلم‌ها |
| ---- | --- |
| ۱۳۵۷ | به دادم برس رفیق / زخم خنجر رفیق / زرخرید / سرنوشت سازان / نمک نشناس |
| ۱۳۵۶ | رفاقت / روزهای بی‌خبری / سه دلباخته / عشق و خشونت / فقط آقا مهدی می‌تونه / مرد خدا / مشکل آقای اعتماد / نان و نمک / همراهان / یکی خوش صدا یکی خوش دست                                                                                      |
| ۱۳۵۵ | با هم ولی تنها / بابا گلی به جمالت / تنها حامی / جاهل و رقاصه / خانم دلش موتور می‌خواد / راز / رانندهٔ سربلند / شادی های زندگی / مادر جونم عاشق شده / عنتر و منتر / غیرت / قادر / گل خشخاش / شوهر جونم عاشق شده / دختر جسور و مرد انتقامجو |
| ۱۳۵۴ | اخم نکن سرکار / تیرانداز / جنجال / دو آقای با شخصیت / رانده شده / راننده اجباری / سارق / قسم / مادر دوستت دارم / مرد ناآرام / همت |
| ۱۳۵۳ | آقا رضای گل / این دست کجه / بزن بریم دزدی / پری خوشگله / جوانمرد / حسین آژدان / دختران بلا، مردان ناقلا / عروس پابرهنه / کوثر / گروگان / گل پری جون / گلنسا در پاریس / ماجراجویان خشن / مرغ همسایه / میرم بابا بخرم / ناجورها            |
| ۱۳۵۲ | آقا مهدی کله‌پز / بیگانه / پریزاد / پسرخوانده / چیچو و فرانکو وطنی /جعفر جنی و محبوبه‌اش / خوشگذران / خیالاتی / سراب / عروس و مادر شوهر / قصه شب / کاکا سیاه / کج کلاخان / مترس / ناخدا باخدا                                              |
| ۱۳۵۱ | طغرل / ظفر / عباسه و جعفر برمکی / علی سورچی / فاتح دل ها / قایقرانان / کاکل زری / میخک سفید / همیشه قهرمان |
| ۱۳۵۰ | آتشپاره شهر / بده در راه خدا / درختان ایستاده می‌میرند / دیوار شیشه‌ای / زن یکشبه / زندگی وارونه / زیر بازارچه / عشقی‌ها / معرکه / همای سعادت / یک چمدان سکس / یک خوشگل و هزار مشکل / مردافکن                                               |
| ۱۳۴۹ | جعفر و گلنار / حسن فرفره / دزد و پاسبان / رسوایی / زیبای جیب بر / ساقی / مردی از جنوب شهر / میوه گناه / یاقوت سه چشم |
| ۱۳۴۸ | تعطیلات داش اسمال / جدایی / دنیای پر امید / عشق کولی / قصه دل ها |
| ۱۳۴۷ | ستاره هفت آسمان / گرداب گناه |
| ۱۳۴۶ | مردی از اصفهان |
| ۱۳۴۵ | ول‌ معطلی / یک قدم تا بهشت |
| ۱۳۴۴ | زبون بسته / زمزمه محبت / مردی در قفس |
| ۱۳۴۳ | شب قوزی / شیطان در می‌زند |

## مجموعه تلویزیونی
- تک مضراب (۱۳۴۵–۱۳۴۰)